# Ячник, Сергей Фёдорович
Серге́й Фёдорович Я́чник (30 августа [12 сентября] 1917 года — 23 августа 2010) — участник Советско-финской и Великой Отечественной войн, командир танкового взвода 90-го танкового батальона 20-й танковой бригады 7-й армии Северо-Западного фронта, Герой Советского Союза (1940). Полковник Советской Армии. Генерал-майор Украины (2008).

## Биография
Родился 12 сентября 1917 года в селе Рожны ныне Броварского района Киевской области Украины в крестьянской семье. Украинец. Член ВКП(б)/КПСС с 1939 года. Окончил среднюю школу и рабфак.
В 1936 году призван в ряды Красной Армии. Окончил досрочно танковое училище и с декабря 1939 года участвовал в советско-финской войне 1939—1940 годов.
К марту 1940 года уже три месяца шли ожесточённые бои на Карельском перешейке против белофиннов. Боевые действия осложнялись необычайно суровой зимой. Глубокий снег почти исключал продвижение наших войск и особенно боевой техники вне дорог, а они были заминированы, прикрыты огнём долговременных сооружений противника.
Почти месяц тщательно готовились советские войска к прорыву укреплений линии Маннергейма. После длительного артиллерийского обстрела пехотные подразделения во взаимодействии с танками штурмом овладели многими опорными пунктами противника и продолжали развивать наступление. Но затем дальнейшее продвижение замедлилось. Сильным артиллерийским, миномётным и пулемётным огнём на заранее пристрелянном рубеже были остановлены подразделения 20-й танковой бригады и 123-й стрелковой дивизии. Все попытки овладеть этим рубежом с ходу не давали результата. На пути продвижения советских войск оказалась сильно укреплённая высота 13,7, превращённая в мощный опорный пункт.
В ночь с 6 на 7 марта 1940 года белофинны открыли в районе города Выборга шлюзы Сайменского канала. Мощный поток устремился по системе рек и озёр, затопляя всё на своём пути. Вблизи станции Тали уровень воды поднялся почти на два с половиной метра. Огромная площадь превратилась в непроходимые топи.
Командир танкового взвода лейтенант С. Ф. Ячник на рассвете 7 марта 1940 года получил приказ танками своего подразделения поддержать наступление пехоты и с захватом высоты 13,7 перерезать железную дорогу в районе станции Тали.
Через речку сапёры находят переправу. Двое суток люди не смыкают глаз, днём работают в лесу, а ночью строят мост. К концу второй ночи переправа была готова. По ней и устремились к высоте танки. Но переправиться на вражеский берег успели лишь два танка да небольшое число пехотинцев. Противник разрушил часть моста своим огнём.
Враг с высоты вёл сильный огонь. Один за другим выбывали из строя наши бойцы. Погиб и командир стрелкового подразделения. Солдаты перебежками накапливались за камнями у проволочного заграждения. С. Ф. Ячник приказал заряжающему огнём танковой пушки проделать проход в заграждениях. Приказ был выполнен. Танк двинулся вперёд, преодолел заграждение, но при подходе к вражеским окопам прочно засел на каменном надолбе. Гусеницы беспомощно вращались, не доставая земли. Из траншеи выскочило около десятка белофиннов и стали бросать в сторону танка гранаты и бутылки с горючей смесью. Времени на размышления не было, и С. Ф. Ячник принял решение возглавить атаку пехотинцев. Он выскочил из танка и побежал вперёд, увлекая за собой бойцов.
Когда атакующие добежали до укреплений противника, по ним ударили пулемёты. Солдаты залегли. Тогда С. Ф. Ячник, зарываясь в снег, пополз к ближайшему доту. Первой же гранатой ему удалось угодить прямо в амбразуру. Пулемёт умолк, и белофинны по ходам сообщения стали отступать в глубь опорного пункта.
Рядом с С. Ф. Ячником упал смертельно раненный в голову боец. Лейтенант взял из его ослабевших рук винтовку. В этот момент из-за деревьев выскочила группа финнов. Впереди бежал офицер. Завязалась рукопашная схватка. Офицер выстрелил в С. Ф. Ячника из маузера, пуля пробила полушубок. В этом рукопашном бою С. Ф. Ячник вместе с бойцами уничтожил 15 вражеских солдат и офицера.
Когда красноармейцы начали продвигаться дальше, в глубь обороны противника, неожиданно сбоку открыл огонь вражеский дот. Не растерявшись, С. Ф. Ячник метнул в его амбразуру гранату. Из дота выскочило несколько врагов. Один из них пытался выстрелить, но лейтенант опередил его. Остальные подняли руки.
Вдали послышался шум мотора. Это советский танк, преодолев надолбы, спешил на помощь. Атака завершилась успешно. Вражеская оборона была сломлена. Путь к станции Тали расчищен. То был последний серьёзный рубеж на подступах к Выборгу.
Указом Президиума Верховного Совета СССР от 21 марта 1940 года за мужество и отвагу, проявленные в боях при прорыве укреплений врага лейтенанту Сергею Фёдоровичу Ячнику присвоено звание Героя Советского Союза с вручением ордена Ленина и медали «Золотая Звезда» (№ 350).
В годы Великой Отечественной войны С. Ф. Ячник воевал на Западном, Воронежском, 2-м Украинском, 2-м Белорусском и 3-м Белорусском фронтах. Участвовал в боях под Москвой, на Курской дуге. Затем он командовал танковой бригадой в Корсунь-Шевченковской и Уманско-Ботошанской операциях, в Румынии, в Прибалтике и Восточной Пруссии. В этих боях был три раза ранен.
В 1951 году отважный офицер-танкист окончил Военную академию бронетанковых и механических войск.
С мая 1951 года по июль 1955 года возглавлял Омское танко-техническое училище (ныне Омский танковый инженерный институт).
С 1961 года полковник С. Ф. Ячник — в запасе. Работал директором республиканского учебно-методического кабинета. Указом Президента Украины от 5 мая 2008 года Герою Советского Союза С. Ф. Ячнику присвоено воинское звание «генерал-майор».
Жил в городе-герое Киеве. Умер 23 августа 2010 года. Похоронен на Байковом кладбище.

## Награды
Награждён орденом Ленина, тремя орденами Красного Знамени, орденом Суворова 2-й степени, орденом Отечественной войны 1-й степени, двумя орденами Красной Звезды, медалями.